# 平有親
平 有親（たいら の ありちか）は、鎌倉時代初期から中期にかけての公卿。桓武平氏高棟流、従三位・平親国の次男。官位は従二位・参議。

## 経歴
後鳥羽院政期初頭の建仁元年（1201年）女御・藤原琮子の給により従五位下に叙爵したのち、皇后宮少/大進として皇后・範子内親王に仕える。建保3年（1215年）順徳天皇の中宮・藤原立子の中宮権大進に任ぜられ、翌建保4年（1216年）正月に従五位上に叙せられるが、同年2月に中宮権大進を辞する。
その後はしばらく散位であったとみられるが、承久3年（1221年）承久の乱後に、勘解由次官兼五位蔵人に任ぜられ、翌貞応元年（1222年）正五位下に昇叙される。嘉禄元年（1225年）7月に右少弁に任ぜられると、同年12月に権右中弁、嘉禄2年（1226年）従四位下、嘉禄3年（1227年）従四位上・左中弁、寛喜2年（1230年）正四位下と弁官を務めながら順調に昇進する。寛喜3年（1231年）3月に蔵人頭兼内蔵頭に遷り、同年10月に秀仁親王が春宮に立てられると春宮亮を兼ね、翌貞永元年（1232年）秀仁親王の即位（四条天皇）後に有親は参議に任ぜられ公卿に列した。
議政官として備中権守のみを帯びるも、貞永2年（1233年）従三位、嘉禎元年（1235年）正三位と昇進する。嘉禎4年（1238年）閏2月に子息の時継を五位蔵人に補す代わりに参議を辞任するが、同年6月には従二位に至った。
延応2年（1240年）6月に出家し、真浄と号する。文応2年（1261年）1月4日薨去。享年68。

## 官歴
注記のないものは『公卿補任』による。
- 建仁元年（1201年） 正月6日：叙位（女御琮子給）。12月22日：皇后宮少進（皇后・範子内親王）
- 建仁2年（1202年） 4月15日：皇后宮大進
- 建仁3年（1203年） 12月28日：復任
- 建保3年（1215年） 4月11日：中宮権大進（中宮・藤原立子）
- 建保4年（1216年） 正月5日：従五位上（簡一）。2月28日：辞権大進
- 承久3年（1221年） 8月29日：勘解由次官。閏10月：五位蔵人
- 貞応元年（1222年） 4月13日：正五位下
- 貞応3年（1224年） 正月23日：但馬介（次官労）
- 嘉禄元年（1225年） 7月6日：右少弁。12月22日：権右中弁[3]
- 嘉禄2年（1226年） 正月5日：従四位下
- 嘉禄3年（1227年） 10月4日：左中弁。12月25日：従四位上
- 安貞2年（1228年） 2月1日：兼武蔵介（装束司賞）。2月7日：左宮城使
- 寛喜2年（1230年） 2月23日：正四位下
- 寛喜3年（1231年） 3月25日：内蔵頭、蔵人頭、去弁。10月28日：兼春宮亮（春宮・秀仁親王）
- 貞永元年（1232年） 12月15日：参議、去亮
- 貞永2年（1233年） 正月24日：備中権守。12月15日：従三位
- 嘉禎元年（1235年） 11月19日：正三位
- 嘉禎4年（1238年） 正月22日：備中権守。閏2月27日：辞職（以男時継補五位蔵人）。6月20日：従二位
- 延応2年（1240年） 6月14日：出家
- 文応2年（1261年） 正月4日：薨去

## 系譜
- 父：平親国（1165-1208）
- 母：藤原光隆娘
- 妻：不詳
  - 男子：平時継（1222-1294）